# Château de Namêche
Le château de Namêche est un château érigé par François Moncheur au XIXe siècle, situé en Wallonie à Namêche (Andenne).

## Historique

Armes des Bauchau

Avant de devenir un château, la propriété de Namêche consistait en un domaine avec maison sur les bords de Meuse à Namêche. Cette propriété était le siège de l'ancienne seigneurie foncière de Namêche et appartenait à la famille Bauchau, importante famille d'industriels belges dont les membres étaient à l'origine batteurs de cuivre à Bouvignes-sur-Meuse au XVe siècle.

Armes des Moncheur

Elle entre dans le patrimoine de la famille Moncheur par l'intérmédiaire de Louise Bauchau, épouse de François Moncheur qui l'avait hérité de sa tante Marie-Thérèse Bauchau.
C'est le couple Moncheur-Bauchau qui transformera cette maison en château, resté tel quel depuis.
Le château est loué à la famille Pierpont entre 1894 et 1920 et prend, à cette occasion, le nom de Château de Pierpont.
Le château a appartenu aux Moncheur pendant deux générations avant d'être racheté par les Berghmans, famille de maîtres de carrière,.
Les propriétaires actuels sont les Lhoist-Berghmans.